# Lefa
Lefa, pseudonimo di Abdel Karim Fall (Parigi, 28 novembre 1985), è un rapper francese.
È uno dei fondatori e membro del collettivo di rapper parigino Sexion d'Assaut.

## Biografia
Lefa proviene da una famiglia multietnica, suo padre, Cheikh Tidiane Fall, è un musicista Jazz di origini senegalesi, sua madre, Christiane Rougemont, è una coreografa francese che ha trasmesso a suo figlio la passione per la danza, Lefa, infatti, oltre ad essere un rapper è anche un ballerino di breakdance. È cresciuto in rue des Abbesses, nel 18º arrondissement di Parigi.

### Periodo Sexion d'Assaut (2002–2012)
È uno dei membri fondatori della Sexion d'Assaut, ed è proprio uno dei suoi compagni a dargli il soprannome di Lefa (verlan di Fall). Prima di fondare i Sexion d'Assaut, ha fatto parte di un altro gruppo chiamato Assonance con Scrib'R, MKX, Maska, Lio Petrodollars e Barack Adama.
Nel giugno 2010, durante un'intervista ufficiale sulla rivista International Hip-Hop, Lefa ha dichiarato: "Per un po' abbiamo attaccato molto gli omosessuali perché siamo omofobi al cento per cento", "per noi, il fatto di essere omosessuali è una devianza non tollerabile" e che "l'omosessualità è lontana dalle nostre pratiche. Non lo capiamo. Veniamo da un ambiente dove non c'è”. Due delle canzoni del gruppo Sexion d'Assaut contengono i seguenti testi: "Penso che sia giunto il momento che i froci muoiano, si taglino il pene, lascino i morti, trovati sulla tangenziale (nella canzone On t'a humilié (2005)"; " Sono finiti i giorni in cui i gay si truccavano in scred / […] / Tutte queste pratiche non sono salutari (nella canzone Cessez le feu)".
Nel marzo 2012 Lefa compare per la prima volta con il gruppo Sexion D'Assaut nell'album in studio intitolato L'Apogée. Successivamente, parte con la sua famiglia per vivere in Marocco.

### Assenza eMonsieur Fall(2012–2016)
Nel corso del 2012 Lefa non compare più sul palco con gli altri membri del collettivo, il gruppo dice che è “in pausa musicale” per dedicarsi alla sua vita personale, ma promette presto un ritorno. A fine marzo 2013, Maître Gims ha annunciato un possibile ritorno di Lefa nella Sexion d'Assaut durante il tour 2013. Quest'ultimo ha confidato in un'intervista che avrebbe spiegato nella sua autobiografia, uscita nel 2015, questa misteriosa partenza.
Il 5 giugno 2015, in Planète Rap su Skyrock radio, il cantante Black M presenta una registrazione “a sorpresa” intitolata Intro a cui partecipa Lefa. Il 22 luglio 2015, Lefa è apparso nel singolo Longue vie di Maître Gims, il quarto singolo estratto dall'album di quest'ultimo, Mon coeurait raison. Il 18 settembre 2015 Lefa ha pubblicato un secondo estratto Quelques minutes. Il 16 ottobre 2015 ha pubblicato il suo terzo singolo Masterchef. Il 13 novembre 2015, ha annunciato che l'uscita del suo primo album da solista, Monsieur Fall, era prevista per il 29 gennaio 2016. Il quarto singolo di 20 ans è stato presentato il 19 novembre 2015. Una settimana prima dell'uscita dell'album, il 22 gennaio 2016 ha presentato il quinto singolo En terrasse. Allo stesso tempo, pubblica una serie di clip dal suo progetto #TMCP (Tu m'connais pas).
Il suo primo album da solista, intitolato Monsieur Fall uscito il 29 gennaio 2016, ha venduto 10.800 copie durante la prima settimana di attività · . Il 16 marzo 2016, ha pubblicato una nuova clip Dernier arrêt. Un mese dopo, il 16 aprile 2016, è stata pubblicata la clip per Rappelle-la. Lefa ha pubblicato il 27 giugno 2016 il clip di Reste branché con la collaborazione di tutta la Sexion d'Assaut. Un mese dopo, il 29 luglio, esce la clip di Grandi trop vite. L'album viene certificato disco d'oro.

### TMCPeVisionnaire(2016–2017)
Il 23 settembre 2016, Lefa ha pubblicato il suo primo mixtape intitolato #TMCP, per tutti i brani sono stati girati dei clip musicali (On est en guerre, Kiss Me, Ça va mal terminer...). Per tutto il 2017, ha presentato diversi singoli associati a video musicali in previsione del suo secondo album.
Il 14 agosto 2017, Lefa ha annunciato ufficialmente l'uscita del suo secondo album solista intitolato Visionnaire, disponibile poco più di un mese dopo, il 22 settembre 2017. Tra la fine di agosto e l'inizio di settembre, Lefa rilascia una serie di mini freestyle della durata di circa 1 minuto, al fine di promuovere ulteriormente il suo album, la cui uscita è preceduta dal singolo Chaud (13 settembre 2017). Un mese dopo l'uscita di Visionnaire Lefa ha pubblicato il video musicale di Solitaire (27 ottobre 2017). Ad ottobre ha annunciato ufficialmente un concerto a Parigi presso La Maroquinerie il 14 dicembre 2017. Durante il concerto, i Sexion d'Assaut si sono riuniti, contando anche sulla presenza in particolare di H Magnum, Dadju e Franglish. L'11 gennaio 2018 ha pubblicato il video di Fais Le che riunisce i migliori momenti di Lefa girati durante questo lungo anno (come il suo viaggio a Londra, il concerto a Parigi, le settimane di prove, la registrazione delle sessioni, ecc.).

### 3 du mat e Fame/Famous (2018-2020)
Appena pochi mesi dopo l'uscita di Visionnaire, Lefa ha iniziato a pubblicare video sui suoi social network annunciando il suo nuovo album 3 du mat. Il 7 marzo esce il primo singolo CDM, con un video musicale. Il 23 marzo è stata pubblicata la canzone Potentiel in collaborazione con Orelsan, la cui clip è stata rilasciata una settimana dopo. Il 6 aprile esce l'album 3 du mat. In una settimana ha venduto 5.704 copie. Più tardi il 30 aprile, Lefa torna nella playlist di radio come Skyrock, Générations ... Con il brano Paradise in collaborazione con Lomepal (prodotto da MKL17) il cui videoclip uscirà poche settimane dopo (21 maggio 2018) accumulando più di 1 milione di visualizzazioni in 1 settimana (5 milioni di visualizzazioni 1 mese dopo). Il featuring ha riscosso un grande successo ed è stato certificato disco d'oro ad ottobre. Il 19 ottobre ha pubblicato la clip di J'me Téléporte con Dadju e S.Pri Noir che accumulerà più di 250.000 visualizzazioni in 1 giorno e 1 milione in 1 settimana. L'album è stato certificato disco d'oro dalla SNEP il 15 giugno 2020 con oltre 50.000 vendite.
Nel 2019 Lefa ha lasciato l'etichetta Wati B ma è rimasto comunque sul sito di quest'ultima. Ha quindi creato la sua etichetta "2L Music" e ha pubblicato a sorpresa il suo EP Next album est dans mon phone, il 24 aprile.
Il 26 giugno esce il suo nuovo singolo Fame, il primo singolo estratto dal suo quarto album solista, poi il secondo singolo Bitch in collaborazione con il rapper Vald che riscuote un enorme successo ed entra nella playlist di molte radio. Il 27 settembre, un teaser annuncia l'uscita ufficiale del suo nuovo album Fame in uscita il 18 ottobre 2019. Il video rivela i featuring con Dosseh, Caballero & JeanJass, Tayc, Megaski e Abou Tall. Il 10 ottobre, il brano Bitch è certificato disco d'oro solo 3 mesi dopo la sua uscita. Il 16 ottobre, 2 giorni prima dell'uscita dell'album, ha pubblicato il cortometraggio Mauvais che sarà il terzo e ultimo singolo di Fame prima della sua uscita. La canzone ha ottenuto 300.000 visualizzazioni il primo giorno. L'album vende 6200 copie nella prima settimana. In seguito ha pubblicato il video musicale di Spécial seguito dal video musicale di T’y arrivais pas.
Il 10 luglio 2020, Lefa pubblicherà Famous, una ristampa di Fame. L'album ha venduto 6049 unità di cui 1039 fisiche durante la prima settimana.
La clip Smile in collaborazione con SCH esce la sera stessa dell'uscita dell'album. Ha avuto quasi 6.920.000 visualizzazioni su YouTube il 6 dicembre 2020. Il 3 maggio 2021, il titolo è stato certificato Singolo d'oro per i suoi 15 milioni di stream.
Il 24 febbraio 2022, T'y arrival pas è certificato disco d'oro e l'album Fame disco di platino.

### D M N R- presente
Il 2 aprile 2021 è uscito l'album D M N R, appena un giorno dopo averlo annunciato via Twitter. Diversi ospiti compaiono nell'album, come Kalash Criminel e Captaine Roshi.
Un sequel di D M N R, intitolato Code pin, è previsto per il 9 luglio, con solo un ospite Tayc.
Il 7 ottobre, un giorno prima dell'uscita dell'EP Fall Season, ha presentato il singolo Mentor accompagnato da una clip in cui sono apparsi Sexion d'Assaut, MKL, Seysey, BlackDoe, YoungK, Nyadjiko, James Do It, DjNass212, Maël, Gregory Lebreton, Amos Bosse, Titaï, Abou Tall et Inso Le Véritable.

### Démineur e pausa (2022–2023)
L'11 febbraio 2022, Lefa ha annunciato l'uscita del suo ultimo album Démineur con il brano Mise à jour, che ha raggiunto un milione di visualizzazioni 4 giorni dopo la sua pubblicazione. Una settimana dopo l'uscita, Démineur ha venduto 4.270 copie, il 27 marzo 2022, Lefa ha pubblicato il suo ultimo video Métaverse.
Nel gennaio 2023, Lefa ha cancellato il suo account dai vari social network, e alcuni utenti hanno affermato che stava abbandonando la carriera musicale per dedicarsi alla religione. In seguito, ha semplicemente dichiarato di volersi prendere una pausa condividendo una dichiarazione su Twitter.

## Vita privata
Ad ogni apparizione pubblica il rapper nasconde il suo volto con un cappello e con degli occhiali, per tenere la vita privata lontana dalla sua carriera.

## Discografia

### Da solista

#### Album in studio
- 2016 - Monsieur Fall
- 2017 - Visionnaire
- 2018 - 3 du mat
- 2020 - Fame
- 2022 - D M N R

#### Mixtape
- 2016 - Tu me connais pas

#### EP
- 2019 - Next album est dans mon phone
- 2021 - Code pin
- 2021 - Fall Season

### Con la Sexion d'Assaut
- 2010 - L'école des points vitaux
- 2012 - L'apogée
- 2022 - Le retour des rois

### Collaborazioni
- 2009 - Dry feat. Sexion d'Assaut - Wati bonhomme sur l'album de Dry, Les Derniers seront les premiers.
- 2009 - H Magnum feat. Sexion d'Assaut - Paris de loin sur le street album de H Magnum, Rafales
- 2010 - P. Diddy & Dirty money feat. Sexion d'Assaut - Hello Good Morning Remix sur la mixtape du DJ HCue, T Sourd Ou Quoi?
- 2010 - H Magnum feat. Sexion d'Assaut - Ça Marche En Équipe sur la street tape de H Magnum, Gotham City
- 2011 -L.I.O. feat. Black M, Adams, Lefa - Coton Tige sur la mixtape de L.I.O, This is The remix
- 2012 - H Magnum feat. Sexion d'Assaut - Excellent
- 2013 - Dry feat. Sexion d'Assaut - Fuck sur l'album de Dry, Maintenant ou jamais